# Ze'ev Friedman
Ze'ev Friedman (en hebreo: זאב פרידמן‎; Prokópievsk, URSS; 10 de junio de 1944 - Múnich, Alemania Occidental; 6 de septiembre de 1972) fue un deportista israelí especializado en halterofilia. Junto con otros atletas y entrenadores, fue tomado como rehén y luego asesinado por terroristas palestinos de Septiembre Negro en la llamada masacre de Múnich.

## Biografía
Ze'ev Friedman había nacido en la ciudad soviética de Prokópievsk, en el óblast de Kémerovo, en junio de 1944. En 1960, tras una estancia en Polonia, se marchó a Israel, donde comenzó su carrera deportiva como gimnasta, para más adelante pasar al levantamiento de pesas. Fue miembro del club deportivo Hapoel Kiryat Haim. Ganó una medalla de bronce en el Campeonato Asiático de Halterofilia de 1971.
En 1972, Ze'ev Friedman formó parte del comité olímpico israelí que se desplazó hasta Alemania Federal para competir en los Juegos Olímpicos de Múnich. El 5 de septiembre, miembros del grupo terrorista Septiembre Negro irrumpieron en el dormitorio del equipo israelí y les tomaron como rehenes a varios atletas y entrenadores israelíes. Después de prolongadas negociaciones, los secuestradores llevaron a Friedman y a sus compañeros a un aeródromo cercano a Múnich, en Fürstenfeldbruck, donde acabaron muriendo en la refriega derivada del intento de rescate por parte de las autoridades alemanas. 
El informe de la autopsia, hecha por el Instituto Forense de la Universidad de Múnich, concluyó que Friedman había muerto por hemorragia interna y también señaló que un reloj que llevaba el levantador de pesas de 28 años seguía funcionando cuando comenzó la autopsia, dando un tiempo de 19:51 horas.
Su cuerpo fue repatriado a Israel y enterrado en el cementerio Kiryat Shaul, en Tel Aviv.